# Videoband

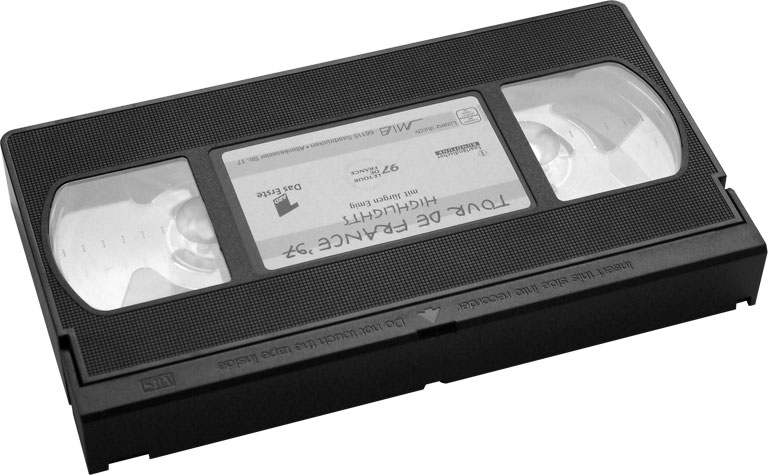
Ett VHS-band är ett kassettvideoband

Ett videoband är ett magnetband, ofta i form av en videokassett, på vilket rörliga bilder kan lagras (video), i regel tillsammans med ljud. Videoband spelas upp i en videobandspelare.
Videoband finns i olika format för olika videosystem, främst VHS, Video 2000 och Betamax.

## Lista över olika videoband
- VHS
- VHS-C99 (CompactVHS)
- S-VHS (SuperVHS)
- D-VHS (DigitalVHS)
- Betamax
- Betacam
- Betacam SP
- DigiBeta (D-Beta, DigitalBetacam)
- Video 2000
- Video8
- Hi8
- DV
- miniDV
- VCR
- U-Matic
- U-Matic High Band

### Fotnoter
1. ↑  Johan Smitt (29 augusti 2010). ”Så räddar du dina VHS-kassetter”. Dagens nyheter. http://www.dn.se/ekonomi/din-ekonomi/sa-raddar-du-dina-vhs-kassetter/. Läst 4 juli 2015.